# Жайылма (Жамбылская область)
Жайылма (каз. Жайылма, до 199? г. — Ленино) — село в Сарысуском районе Жамбылской области Казахстана. Административный центр Жайылминского сельского округа. Находится примерно в 23 км к северу от районного центра, города Жанатас. Код КАТО — 316035100.

## Население
В 1999 году население села составляло 2791 человек (1416 мужчин и 1375 женщин). По данным переписи 2009 года в селе проживало 2695 человек (1408 мужчин и 1287 женщин).